# Цимбаліста Ольга Леонтіївна
Ольга Леонтіївна Цимбаліста — український науковець. Завідувач кафедри дитячих хвороб факультету післядипломної освіти Івано-Франківського національного медичного університету, доктор медичних наук, професор.

## Життєпис
Ольга Леонтіївна Цимбаліста народилася в с. Бовшів в родині вчителів. У 1973 році закінчила навчання на лікувальному факультеті Івано-Франківського державного медичного інституту. У 1978—1980 роках навчалась у клінічній ординатурі за спеціальністю «Дитяча пульмонологія» при Ялтинському НДІ імені І. М. Сєченова (АР Крим), а надалі впродовж дев'яти років працювала у відділенні бронхолегеневих захворювань у дітей у цьому ж інституті. Предметом практичної діяльності і наукових досліджень були хронічні неспецифічні захворювання бронхолегеневої системи у дітей, а саме: бронхоектатична хвороба; вроджені аномалії розвитку; спадкова патологія (муковісцидоз, недостатність альфа-1-антитрипсину); ураження бронхолегеневої системи при патології імунної системи. Важливим розділом наукової роботи було відновне лікування дітей після хірургічного лікування з приводу хронічних гнійних захворювань бронхолегеневої системи.
При удосконаленні лікувальної тактики велика увага приділялась методам активної санації трахеобронхіального дерева. Під керівництвом професора В. Г. Бокша і професора Т. Г. Лебедєвої виконала та захистила кандидатську дисертацію «Санаторно-курортное лечение хронической пневмонии у детей с применением электромагнитного поля СВЧ дециметрового диапазона и внутриорганного электрофореза» (1989 р.).
З вересня 1989 року працює в Івано-Франківському національному медичному університеті. У 1995 році під науковим керівництвом доктора медичних наук, професора Т. Г. Лєбедєвої захистила докторську дисертацію «Клініко-патогенетичне обґрунтування лікування гнійного ендобронхіту у дітей з неспецифічними захворюваннями легень», а 1996 року Ользі Леонтіївні присвоєно звання професора.
З вересня 1999 року очолює кафедру дитячих хвороб факультету післядипломної освіти у складі 4 доцентів, 7 асистентів. На кафедрі проводиться підготовка наукових кадрів в аспірантуру та навчання лікарів у клінічній ординатурі. На кафедрі виконано 4 кандидатських дисертації, а на даний час виконується 5 кандидатських і 1 докторська дисертації. Напрям наукових досліджень учнів і послідовників поєднує патологію органів дихання, обміну речовин, генетично-детерміновані захворювання та захворювання системи крові у дітей.
Науковий доробок О. Л. Цимбалістої складає 225 наукових праць, 35 з яких представлені на міжнародних конгресах, автор 7 патентів, 6 інформаційних листів, 5 методичних рекомендацій. Співавтор навчальних посібників «Параклінічні дослідження в педіатрії» та «Мертвые учат живых». Запорукою і девізом наукової лікувальної роботи О. Л. Цимбалістої є слова великого педагога Сухомлинського: «Серце віддаю дітям». У вільний час Ольга Леонтіївна захоплюється музикою, живописом, літературою і є їх справжнім шанувальником та знавцем.